# 小玉薬局
有限会社小玉薬局（こだまやっきょく）は、かつて存在した医薬品・一般用医薬品の卸売を中心とする日本の企業である。現在はアルフレッサ ホールディングスグループの一社「ティーエスアルフレッサ」である。

## 概要
- 本社 島根県出雲市古志町885
- 資本金 150万円
- 社長 小玉亮

## 沿革
- 昭和28年12月25日設立
- 昭和50年広島県広島市の「成和産業」（現：ティーエスアルフレッサ）に営業譲渡。

## 主な取引メーカー
- 山之内製薬
- 武田薬品
- 藤沢薬品
- 萬有製薬